# Anna Rossinelli
Anna Rossinelli (Basilea, 20 aprile 1987) è una cantautrice svizzera, cantante del trio Anne Claire.

## Biografia
L'11 dicembre 2010 ha vinto la finale svizzera delle selezioni per l'Eurovision Song Contest (Die grosse Entscheidungs Show), con la canzone In Love for a While, scritta da David Klein ed ha quindi ottenuto l'opportunità di rappresentare il proprio paese all'Eurovision Song Contest 2011 a Düsseldorf, Germania.
Il 10 maggio 2011, durante la semifinale del concorso, Anna Rossinelli ha qualificato la Svizzera per la finale, per la prima volta dal 2006. Tuttavia si è classificata alla venticinquesima ed ultima posizione in finale.